# 만프레트 폰 리히트호펜 남작
만프레트 알브레히트 폰 리히트호펜 남작(독일어: Manfred Albrecht Freiherr von Richthofen, 1892년 5월 2일 ~ 1918년 4월 21일)은 "붉은 남작"으로도 불리며, 제1차 세계 대전중 독일 제국군 비행부대(Luftstreitkräfte)의 전투기 조종사였다. 그는 다른 어떤 전투기 조종사 보다도 많은, 80번의 항공전 승리를 공식적으로 인정받은 "최고의 에이스"였다. 처음에는 그는 기병대원이었으나, 1915년 비행부대로 전근하였고, 1916년 독일 제국 항공대(Jasta 2)의 첫 멤버중의 한명이 되었다.그는 전투기 조종사로서 두각을 나타냈으며, 1917년 11 전투 비행단의 리더가 되었으며, 그 후 더 큰 전투 비행단(Jagdgeschwader 1)의 리더가 되었다. 1918년까지 그는 독일의 영웅으로 간주되었으며, 적군에게도 매우 잘 알려진 조종사였다. 리히트호펜의 전투기는 1918년 4월 21일 프랑스 북부 아미앵에서 격추되었다.